# Trox laticollis
Trox laticollis är en skalbaggsart som beskrevs av Leconte 1854. Trox laticollis ingår i släktet Trox och familjen knotbaggar. Inga underarter finns listade i Catalogue of Life.